# HMS Illustrious (87)
Авіаносець «Іластріас» (87) (англ. HMS Illustrious (87) — військовий корабель, головний в серії авіаносців типу «Іластріас» Королівського військово-морського флоту Великої Британії за часів Другої світової війни.
«Іластріас» був закладений 27 квітня 1937 на верфі компанії Vickers-Armstrongs, Барроу-ін-Фернесс. 25 травня 1940 увійшов до складу Королівських ВМС Великої Британії.